# مشهدقلی
مشهدقلی ، روستایی از توابع بخش مرکزی شهرستان مشهد در استان خراسان رضوی ایران است.

## جمعیت
این روستا در دهستان طوس قرار دارد و بر اساس سرشماری مرکز آمار ایران در سال ۱۳۸۵، جمعیت آن ۲۱٬۰۹۳ نفر (۵٬۳۵۸خانوار) بوده‌است.